# 연도항 (여수시)
연도항(鳶島港)은 대한민국 전라남도 여수시 남면 연도리, 연도 섬에 있는 어항이다. 1999년 1월 1일 국가어항으로 지정되었으며, 관리청은 해양수산부 서해어업관리단, 시설관리자는 여수시장이다.

## 연혁
- 2000년 기본시설을 설계하고 개발 계획을 수립한 후 2001년 국가어항으로 승격하면서 실시설계를 수립했다.[1] 이후 2014년, 군산지방해양수산청은 원활한 어항 기능 발휘와 안전하고 이용이 편리한 어항 정비를 목표로 총 132억원의 공사비를 투입해 '연도항 정비공사'를 2017년에 마쳤다.[2]

## 어항구역
연도항의 어항구역은 다음과 같다.
- 수역: 북측돌단부(기름여)와 남측돌단부를 연결하는 선을 따라 형성된 공유수면[3]

## 개발계획
2006년 10월 30일 변경고시된 개발계획은 다음과 같다.
- 방파제 256m, 물양장 570m, 돌제 195m, 선류장 150m, 선양장 40m, 부잔교 2기, 호안 348m정비89m, 도로 426m보수1,083m, 준설 143천m3